# I-18 (sous-marin)
Pour les articles homonymes, voir I-18.
Le I-18 (イ-18 ) est un sous-marin japonais de Type C ((丙型（伊十六型, Hei-gata, classe I-16) de la sous-classe C1 construits pour la marine impériale japonaise.
Mis en service en 1941, il a servi de navire-mère pour un sous-marin de poche lors de l'attaque de Pearl Harbor et de Diego-Suarez. Il a effectué une patrouille de guerre dans l'océan Indien, et a servi dans la campagne de Guadalcanal avant qu'il ne soit coulé en février 1943.

## Description
Les sous-marins de type C ont été dérivés de la sous-classe KD6 de la classe Kaidai avec un armement de torpilles plus lourd pour les attaques à longue distance. Ils ont déplacé 2 595 tonnes en surface et 3 618 tonnes en immersion. Les sous-marins mesuraient 109,3 mètres de long, avaient une largeur de 9,1 mètres et un tirant d'eau de 5,3 mètres. Ils possédaient une profondeur de plongée de 100 mètres.
Pour la navigation de surface, les sous-marins étaient propulsés par deux moteurs diesel de 6 200 chevaux (4 623 kW), chacun entraînant un arbre d'hélice. En immersion, chaque hélice était entraînée par un moteur électrique de 1 000 chevaux-vapeur (746 kW). Ils pouvaient atteindre 23,6 nœuds (43,7 km/h) en surface et 8 nœuds (15 km/h) sous l'eau. En surface, les C1 avaient une autonomie de 14 000 milles nautiques (26 000 km) à 16 nœuds (30 km/h) ; en immersion, ils avaient une autonomie de 60 milles nautiques (110 km) à 3 nœuds (5,6 km/h).
Les sous-marins étaient armés de huit tubes lance-torpilles de 533 mm à l'avant et transportaient un total de 20 torpilles. Ils étaient également armés d'un seul canon de pont de 140 mm/40 et de deux supports simples ou doubles pour les canons antiaériens Type 96 de 25 mm. Ils étaient équipés pour transporter un sous-marin de poche de type A à l'arrière de la tour de contrôle.

## Construction
Construit par l'Arsenal naval de Sasebo au Japon, le I-18 a été mis sur cale le 25 août 1937 sous le nom de Sous-marin no 38. Il a été lancé le 19 juillet 1939 et a été achevé et mis en service le 31 janvier 1941 sous le nom de I-18 et rattaché au district naval de Yokosuka à la 2e division de sous-marins du 1erescadron de sous-marins  de la 6e Flotte. Le Capitaine Hatanaka Sumihiko est le commandant du sous-marin.

## Histoire de service

### Avant la Seconde Guerre mondiale
À l'automne 1941, il a été transformé en navire-mère pour un sous-marin de poche de type A. Le 15 novembre 1941, le I-18 faisait partie de la 3e division de sous-marins - qui comprenait également les I-19 et I-20 - du 1er escadron de sous-marins de la 6e Flotte.
Le 17 novembre 1941, au Kure Navy Club de Kure, au Japon, le commandant de la 3e division de sous-marins a informé les commandants des cinq sous-marins convertis de l'attaque prochaine de Pearl Harbor et du rôle de leurs sous-marins dans cette attaque. Il avait été désigné comme commandant de l'unité d'attaque spéciale, composée des cinq sous-marins, dont chacun devait lancer un sous-marin de poche de type A au large de Pearl Harbor afin que les sous-marins de poche puissent participer à l'attaque.
Le 18 novembre 1941, les cinq sous-marins se déplacèrent de Kure vers le polygone d'essais navals de Kamegakubi, où chacun embarqua un sous-marin de poche de type A. Le 19 novembre 1941, à 2h15, les cinq sous-marins partirent de Kamegakubi à destination des îles hawaïennes, en empruntant une route directe qui les menait au sud de l'atoll de Midway. En mer, ils reçurent le 2 décembre 1941 le message de la Flotte combinée "Montez le Mont Niitaka 1208" (en japonais : Niitakayama nobore 1208), indiquant que la guerre avec les Alliés commencerait le 8 décembre 1941, heure du Japon, c'est-à-dire le 7 décembre 1941 de l'autre côté de la ligne internationale de changement de date à Hawaï.

### Seconde Guerre mondiale

#### Pearl Harbor
Le 7 décembre 1941, à 2h15, le I-18 lança son sous-marin de poche n°17 au sud d'Oahu, à environ 13 milles nautiques (24 km) de l'entrée de Pearl Harbor. Le n°17 fut attaqué par des charges de profondeur et coula avec la perte de ses deux hommes d'équipage à l'extérieur du port, dans le lagon de Keehi. L'épave a été découverte le 13 juin 1960, reposant par 23 m de fond, et le navire de sauvetage sous-marin USS Current de l'US Navy (marine américaine) l'a renfloué le 6 juillet 1960, sans y trouver de restes humains.
Le I-18 et les quatre autres sous-marins "mères" se sont dirigés vers la zone de récupération prévue pour leurs sous-marins de poche à l'ouest de Lanai, où ils ont passé la nuit du 7 au 8 décembre 1941. Aucun des sous-marins de poche n'est revenu. Tôt le 9 décembre 1941, le I-18, le I-20 et le I-24 ont reçu l'ordre de quitter la zone de récupération. Le I-18 a quitté les îles hawaïennes le 12 décembre 1941 et est arrivé à Kwajalein le 22 décembre 1941.

#### Première patrouille de guerre
Le 4 janvier 1942, les I-18, I-22 et I-24 quittèrent Kwajalein pour commencer leur première patrouille de guerre, où on leur a assigné des zones de patrouille au large des îles hawaïennes, avec le commandant de la 2e division de sous-marins embarqué sur le I-18. Le I-18 aperçut les éléments de la Task Force 11 américaine, y compris le porte-avions USS Lexington, naviguant à 550 milles nautiques (1 020 km) à l'ouest d'Hawaï le 9 janvier 1942, et le 10 janvier, alors qu'il se trouvait à 130 milles nautiques (240 km) au nord-est de l'île Johnston, il a aperçu deux bombardiers en piqué Douglas SBD Dauntless du porte-avions Lexington volant vers l'ouest, ce qui lui a permis de calculer la position approximative du Lexington et de le signaler.
Le 18 janvier 1942, les I-18, I-22 et I-24 reçurent l'ordre de quitter leurs zones de patrouille,,, les ordres demandant aux I-18 et I-24 de se diriger vers le nord-ouest des îles hawaïennes et de bombarder l'atoll de Midway,. Le 24 janvier 1942, le I-18 effectua une reconnaissance périscope de Midway,et le 25 janvier 1942, les deux sous-marins firent surface dans l'obscurité au large de Midway pour commencer leur bombardement. Le I-24 a ouvert le feu avec son canon de pont de 140 millimètres (5,5 pouces),, et l'artillerie côtière de l'United States Marine Corps a rapidement riposté, forçant le I-24 à s'immerger après avoir tiré seulement six coups,. Le I-18 s'est également immergé sans avoir jamais ouvert le feu sur l'atoll,.
Après la tentative de bombardement, les I-18 et I-24 ainsi que le I-22 mettent le cap sur le Japon. À leur insu, le sous-marin américain USS Gudgeon avait reçu des informations d'Ultra intelligence l'alertant de leurs activités et de leurs itinéraires. Il n'en aperçut aucun, mais en les recherchant, il rencontra et coula le sous-marin I-73, qui suivait la même route, à 240 milles nautiques (440 km) à l'ouest de Midway, le 27 janvier 1942. Le I-18 arriva à Yokosuka avec le I-22et le I-24 et aussi les sous-marins I-4, I-5, I-6 et I-7 le 2 février 1942,.

#### Février-avril 1942
Après son escale à Yokosuka, le I-18 s'est installé à Kure, puis a quitté Kure le 18 mars 1942. Il est resté au Japon jusqu'en avril 1942.
Pendant son séjour au Japon, l'état-major de la Kriegsmarine (marine allemande) à Berlin a officiellement demandé le 27 mars 1942 que le Japon commence à attaquer les convois alliés dans l'océan Indien. Le 8 avril 1942, les Japonais ont officiellement accepté de répondre à cette demande en envoyant des sous-marins pour opérer au large des côtes de l'Afrique de l'Est. Ce jour-là, ils ont retiré la 1re division de sous-marins du 8e escadron de sous-marins de sa base de Kwajalein au Japon. Le 16 avril 1942, ils avaient créé le détachement "A" au sein du 8e escadron de sous-marins, composé du I-18 et des sous-marins I-10, I-16, I-20 et I-30, ainsi que des sous-marins de poche et des croiseurs auxiliaires Aikoku Maru et Hōkoku Maru, qui devaient servir de navires ravitailleurs pour les sous-marins. Ce matin-là, le commandant de la 6e Flotte, le vice-amiral Teruhisa Komatsu, le commandant du 8e escadron de sous-marins, leurs états-majors et les équipages des sous-marins de poche ont rendu une visite de courtoisie au commandant en chef de la Flotte combinée, l'amiral Isoroku Yamamoto, à bord de son navire amiral, le cuirassé Yamato, au mouillage de Hashirajima. Après la visite du Yamamoto, le détachement a pris la mer à 11h00, à destination de Penang, en Malaisie britannique occupée par les Japonais.
Au cours du voyage du détachement, 16 bombardiers North American B-25 Mitchell de l'United States Army Air Forces (USAAF - Forces de l'armée de l'air américaine) lancés par le porte-avions USS Hornet ont frappé des cibles sur Honshu lors du raid de Doolittle le 18 avril 1942. Ce jour-là, le détachement a reçu l'ordre de la 6e Flotte de se dérouter de son voyage et de se diriger vers le nord-est, en passant au nord des îles Bonin, afin d'intercepter la task force (force opérationnelle) de la marine américaine qui avait lancé l'attaque.
Le I-30 et le Aikoku Maru ont fait escale à Penang du 20 avril au 22 avril 1942 avant de se diriger vers l'océan Indien pour effectuer une reconnaissance avancée de la zone d'opération prévue du détachement "A". Le reste du détachement "A" atteignit Penang le 27 avril 1942, où le porte-hydravions Nisshin - qui avait subi des modifications lui permettant de transporter des sous-marins de poche de type A - le rejoignit. Les I-16, I-18 et I-20 embarquèrent chacun un sous-marin de poche à Penang.

#### Opération dans l'Océan Indien
Le I-18 et les autres unités du détachement "A" ont pris la mer à partir de Penang le 30 avril 1942, se dirigeant vers l'ouest dans l'océan Indien, le I-10 étant le navire amiral du détachement. Les sous-marins ont fait le plein en mer à partir du Aikoku Maru et du Hōkoku Maru les 5, 10 et 15 mai 1942. Le 17 mai, le I-18 a subi un accident lorsque son moteur diesel de port a été inondé par une mer démontée et que quatre de ses cylindres se sont grippés, dommages qui l'ont empêché d'atteindre à temps la zone de lancement des sous-marins de poche.
L'hydravion à flotteurs Yokosuka E14Y1 (nom de code allié "Glen") du I-10 a commencé des vols de reconnaissance au-dessus de ports d'Afrique du Sud en effectuant une reconnaissance de Durban le 20 mai 1942, suivie de vols au-dessus de East London, Port Elizabeth et Simon's Town la semaine suivante. Dans la nuit du 29 mai, l'hydravion a survolé Diego-Suarez, en Madagascar, apercevant le cuirassé HMS Ramillies parmi les navires qui y étaient ancrés. Le commandant du détachement "A" a choisi Diego-Suarez comme cible pour une attaque de sous-marins de poche, prévue pour le 30 mai 1942. Le 30 mai, les I-16 et I-20 ont lancé leurs sous-marins de poche à 10 milles nautiques (19 km) au large de Diego-Suarez, mais le sous-marin de poche du I-18 a subi une panne de moteur et n'a pas pu le lancer.
Après l'attaque des sous-marin de poche, le détachement "A" a commencé des opérations de lutte contre la navigation. Le 8 juin 1942, le I-18 a coulé le navire marchand norvégien Wilford, d'une jauge brute de 2 158 tonneaux, dans le canal du Mozambique à la position géographique de 20° 20′ S, 36° 47′ E, puis a largué son sous-marin de poche le 9 juin. Le 1er juillet 1942, il a lourdement endommagé le navire marchand néerlandais De Weert de 1 805 tonneaux qui a finalement coulé le 3 juillet à la position géographique de 25° 12′ S, 35° 56′ E.
Le 2 juillet 1942, le I-18 attaqua le navire marchand armé britannique Phemius de 7 406 tonneaux. Ses torpilles explosèrent prématurément, et le Phemius ouvrit le feu sur le périscope du I-18. Le I-18 s'en sortit indemne. Il se trouvait dans l'océan Indien au sud de la baie de Sainte-Lucie, en Afrique du Sud, le 6 juillet 1942, lorsqu'il torpilla le Mundra, navire à vapeur de 7 341 tonneaux de la British-India Steam Navigation Company, qui transportait un grand nombre de survivants d'autres navires. Il a ensuite attaqué le Mundra par des tirs d'artillerie, le coulant à la position géographique de 28° 45′ S, 32° 20′ E. Cent cinquante-cinq hommes ont survécu au naufrage du Mundra, ce qui a incité un grand nombre de sorties de la Royal Air Force et de la South African Air Force (Armée de l'air sud-africaine) à trouver le I-18, mais il est passé inaperçu.
Le I-18 a effectué une reconnaissance de Rodrigues le 20 juillet et de Diego Garcia le 31 juillet 1942, puis s'est dirigé vers Penang. En approchant de Penang le 2 août 1942, il a détecté un sous-marin non identifié - probablement de la Royal Navy - qui le suivait, mais il est arrivé à Penang sain et sauf plus tard dans la journée. Il a ensuite mis le cap sur le Japon, arrivant à Yokosuka le 23 août 1942 pour y subir une révision.

#### Campagne de Guadalcanal
À la mi-novembre 1942, les Japonais avaient décidé d'organiser un système de ravitaillement par sous-marin de Guadalcanal dans les îles Salomon, où les forces japonaises combattaient dans la campagne de Guadalcanal depuis août 1942. Sa révision étant terminée, le I-18 partit de Kure le 17 décembre 1942 et, après un arrêt à Truk, se dirigea vers l'île Shortland dans les îles Salomon pour commencer ses courses de ravitaillement. Tôt le matin du 3 janvier 1943, le sous-marin USS Grayback a aperçu le I-18 en surface dans la mer des Salomon au sud-ouest de Rendova à la position géographique de 8° 49′ S, 157° 09′ E et a lancé une attaque de torpilles. Les torpilles du Grayback ont explosé, et le commandant de Grayback a cru qu'il avait coulé le I-18, mais les torpilles ont apparemment explosé prématurément, car le I-18 a été immergé et s'en est sorti indemne.
Le I-18 a effectué trois voyages de ravitaillement à Guadalcanal, déposant à chaque fois sa cargaison au cap Espérance, sur la côte nord-ouest de l'île. Il a livré 15 tonnes de marchandises dans des fûts de ravitaillement le 5 janvier 1943 et 25 tonnes dans des fûts de ravitaillement le 11 janvier 1943. Le 22 janvier 1943, il a quitté Truk pour son dernier voyage de ravitaillement, livrant 18 tonnes de marchandises dans un conteneur de ravitaillement au cap Espérance le 26 janvier 1943.
Le 28 janvier 1943, le I-18 fut rattaché à la Force sous-marine "A". Il se déploya dans les eaux au nord de l'île Rennell et au sud de Guadalcanal, où il forma une ligne de patrouille avec les sous-marins I-11 - qui servait de vaisseau amiral de la force - I-16, I-17, I-20, I-25, I-26, I-32 et I-176, visant toute force navale alliée qui tenterait de faire obstacle à l'opération Ke, l'évacuation par les Japonais de leurs forces sur Guadalcanal. Le 2 février 1943, la Force sous-marine A a reçu l'ordre d'intercepter un porte-avions de la marine américaine à 100 milles nautiques (190 km) au sud-est de San Cristobal, mais elle n'a pas réussi à trouver la Task Force.
Les Japonais ont achevé l'opération Ke le 8 février 1943. Ce jour-là, la Force sous-marine A reçut l'ordre d'intercepter une force de la marine américaine à 150 milles nautiques (280 km) au sud-sud-est de l'île Rennell. Deux des sous-marins, dont le I-18, trouvèrent et engagèrent le combat avec la force américaine avant de perdre le contact avec elle. Plus tard dans la journée, le commandant de la Force sous-marine A ordonna à tous ses sous-marins, à l'exception du I-11 et du I-17, de se rendre à Truck.

#### Perte
Le 11 février 1943, le I-18 rapporta avoir aperçu une Task Force américaine dans la mer de Corail à 200 milles nautiques (370 km) au sud de San Cristobal. Un hydravion Vought OS2U Kingfisher du Cruiser Scouting Squadron 9 (VCS-9) du croiseur léger USS Helena l'aperçut à environ 9 milles nautiques (17 km) de la Task Force, lança un marqueur de fumée pour indiquer sa position et appela le destroyer USS Fletcher. Le Fletcher a établi un contact sonar sur le I-18 directement devant lui à une distance de 2 700 m et a largué des grenades sous-marines à 15h27. À 15h39, il a vu une grande bulle d'huile et d'air atteindre la surface, et il a entendu une forte explosion à 15h43. Après 15h46, il a vu du liège, du bois et d'autres débris remonter à la surface dans ce qui était devenu une très grande nappe de pétrole. Cela a marqué la fin du I-18, coulé avec la perte des 102 hommes à bord à la position géographique de 14° 15′ S, 161° 53′ E.
Les Japonais ont déclaré le I-18 disparu le jour où il a été coulé. Il a été rayé de la liste de la marine le 1er avril 1943.
Après la Seconde Guerre mondiale, le Comité d'évaluation conjoint de l'armée et de la marine américaine (Joint Army–Navy Assessment Committee ou JANAC) a identifié le sous-marin coulé par le Fletcher le 11 février 1943 comme étant le RO-102, mais le RO-102 a effectué des patrouilles depuis Rabaul après le 11 février et a fait rapport à Rabaul jusqu'au 9 mai 1943.